# 村岡博人
村岡 博人（むらおか ひろと、1931年9月19日 - 2017年3月13日）は東京府小石川区（現：東京都文京区）出身のジャーナリスト、サッカー選手。日本代表として国際Aマッチ2試合に出場した。現役時代のポジションはGK。

## 人物
東京府小石川区（現：文京区）の出身で、父は東京高等師範学校の教授、母は山脇高等女学校の教師であった。
1944年に東京高等師範学校附属国民学校（現・筑波大学附属小学校）を卒業後、東京高等師範学校附属中学校（現・筑波大学附属中学校）に入学した。1945年5月、空襲により小石川区の実家が全焼して父の実家がある山口県玖珂郡高森町（現；岩国市）に疎開したが、戦後に千葉県内に引っ越した。なお、中学在学当初は剣道部に所属していたが、後にサッカー部へ入部した。
1947年、学制改革により東京高等師範学校附属中学校が東京教育大学附属高等学校（現・筑波大学附属高等学校）へ改称され、村岡も同校の生徒となり、1950年に同高校を卒業した。
1950年、東京教育大学に入学後は蹴球部に所属。在学中の1953年に長沼健、岡野俊一郎らと共に日本学生選抜に選出され西ドイツのドルトムントで開催された国際大学スポーツ週間（ユニバーシアードの前身）に出場した。
1953年に共同通信社に入社。1954年に日本代表に選出され、1954年3月7日に開催された1954 FIFAワールドカップ・予選の韓国代表戦に出場。また、および同年5月1日に開催されたアジア競技大会のインドネシア代表戦に出場したが、その試合を最後に事実上現役を引退した。
引退後も創刊された当初の1966年にサッカーマガジンのコラムを手掛けた他、『これがサッカーだ』などの執筆・翻訳も行った。1971年にはJSL東西対抗戦の前座として日本代表経験選手による試合に参加した。
共同通信社では運動部、社会部、政治部の記者を務め、1991年9月に定年退職するまで共同通信社に所属した。その後は北海タイムスに所属し、1998年9月に同社が廃刊した後は宮崎日日新聞社、東京メトロポリタンテレビジョンと契約した。
2017年3月13日、急性心不全により東京都小平市の病院にて死去。85歳没。

## 所属クラブ
- 東京高等師範学校附属高等学校（現・筑波大学附属高等学校）
- 東京教育大学/教大クラブ[1]

## 代表歴

### 出場大会
- 1954 FIFAワールドカップ・予選
- 1954年アジア競技大会

### 試合数
- 国際Aマッチ 2試合 0得点(1954)

| 日本代表 | 国際Aマッチ | 国際Aマッチ | その他 | その他 | 期間通算 | 期間通算 |
| 年       | 出場        | 得点        | 出場   | 得点   | 出場     | 得点     |
| -------- | ----------- | ----------- | ------ | ------ | -------- | -------- |
| 1954     | 2           | 0           | 0      | 0      | 2        | 0        |
| 通算     | 2           | 0           | 0      | 0      | 2        | 0        |

### 出場
| No. | 開催日         | 開催都市 | スタジアム         | 対戦相手     | 結果 | 監督     | 大会               |
| --- | -------------- | -------- | ------------------ | ------------ | ---- | -------- | ------------------ |
| 1.  | 1954年03月07日 | 東京都   | 明治神宮外苑競技場 | 韓国         | ●1-5 | 竹腰重丸 | ワールドカップ予選 |
| 2.  | 1954年05月01日 | マニラ   |                    | インドネシア | ●3-5 | 竹腰重丸 | アジア大会         |

## 著書・訳書
- 村岡博人『これがサッカーだ』至誠堂、1966年。ASIN B000JA84TK。
- アルパド・チャナディ 著、村岡博人 訳『チャナデイのサッカー』ベースボール・マガジン社、1967年。ASIN B000JA7K18。
- デットマール・クラマー 著、麻生武治、村岡博人 訳『クラーマーのサッカー上達法 みんな一流プレヤーになろう』講談社、1970年。ASIN B000J9MJHY。